# Kubinyi Géza (politikus)
Déménfalvi Kubinyi Géza (Szkáros, Gömör megye, 1851. december 9. – Miskolc, 1920. március 30.) főispán, országgyűlési képviselő.

## Élete
A jogot Kassán végezte, majd Budán patvaristáskodott. 1882. március 27-én a rozsnyói járás megválasztotta főszolgabírájává. 1883-ban a geceli, majd az oláhpataki, később a sebespataki, azután a radovai és végül a gömörpanyiti ágostai evangélikus egyházak egyhangú bizalommal egyházi felügyelőjükké, a gömöri ágostai evangélikus esperesség, a tiszai egyházkerület és végül az egyetemes egyház törvényszéki bírájukká választották. Ezen világi és egyházi hivatalos állásokban tanúsított határozott és szigorú eljárásával nagyban hozzájárult azon hazafias eredményhez, hogy a gömöri ágostai evangélikus esperességből a pánszlávizmus teljesen kiszorult. 1891-től a jolsvai kerület képviselője; a mentelmi bizottság tagja volt.
Országgyűlési beszédei a Naplókban vannak.